# Берфилд, Джастин
Джа́стин Та́йлер Бе́рфилд (англ. Justin Berfield; род. 25 февраля 1986, Лос-Анджелес, Калифорния, США) — американский актёр, продюсер и сценарист. Стал знаменитым благодаря ролям Риза в сериале «Малкольм в центре внимания» и Росса Маллоя  в ситкоме «Несчастливы вместе».

## Биография
Берфилд родился в Лос-Анджелесе в семье Виктора Бровко и Марины Берфилд. В 2006 году он купил за 3,75 млн долларов дом, ранее принадлежавший Джессике Симпсон и Нику Лаше, а в 2010 году продал его за 2,1 млн долларов.

## Карьера
Джастин известен по роли Риза в сериале «Малкольм в центре внимания», в котором он снимался с 2000 по 2006 год. Джастин также снялся в ряде кинофильмов. Кроме того он участвовал в озвучивании эпизода мультсериала «Волшебные покровители» (2004) и написал сценарий к пилотной серии телесериала Filthy Rich: Cattle Drive (2005).
В 2010 году Берфилд стал сотрудником телевизионной компании Virgin Produced, входящей в конгломерат компаний Virgin Group.

## Фильмография
| Год       |    | Русское название           | Оригинальное название            | Роль                 |
| --------- | -- | -------------------------- | -------------------------------- | -------------------- |
| 1994      | с  | Хорошая жизнь              | The Good Life                    | Боб Боуман           |
| 1994      | с  | Мальчики возвращаются      | The Boys Are Back                | Тимми Флинт          |
| 1994      | с  | —                          | Hardball                         | паренёк              |
| 1994—1995 | с  | Мамочки                    | The Mommies                      | Джейсон Букер        |
| 1994—1999 | с  | Несчастливы вместе         | Unhappily Ever After             | Росс Маллой          |
| 1996      | мс | Дакмен                     | Duckman: Private Dick/Family Man | center>н/д           |
| 1998      | в  | —                          | Mom, Can I Keep Her?             | Тимми Блэр           |
| 1998      | ф  | Разыскивается              | Wanted                           | Флип                 |
| 1998      | в  | Ребенок с глазами рентгена | The Kid with X-ray Eyes          | Бобби Тейлор         |
| 1998      | в  | Мама-невидимка 2           | Invisible Mom II                 | Эдди Браун           |
| 2000—2006 | с  | Малкольм в центре внимания | Malcolm in the Middle            | Риз                  |
| 2001      | ф  | Возмездие Макса Кибла      | Max Keeble’s Big Move            | создатель заголовков |
| 2001      | с  | Комната кошмаров           | The Nightmare Room               | Джош Райан           |
| 2002      | в  | Кто твои предки?           | Who’s Your Daddy?                | Дэнни Хьюз           |
| 2002—2004 | мс | Ким Пять-с-плюсом          | Kim Possible                     | Гил                  |
| 2004      | мс | Волшебные покровители      | The Fairly OddParents            | Винг                 |
| 2010      | с  | Сынки Тусона               | Sons of Tucson                   | Барри                |